# Рязанец, Степан Григорьевич
Степан Григорьев Рязанец (также Резанец; упомин. в 1635—1680?) — русский художник третьей четверти XVII века. Отец художника Тимофея Рязанца.

## Биография
Степан Рязанец служил в Оружейной палате с 1643 по 1673 год, долгое время находясь во главе жалованных иконописцев. В 1652 году руководил коллективом художников, расписывавших Архангельский собор Московского Кремля (в этот коллектив входили Фёдор Зубов, Иосиф Владимиров, Гурий Никитин и ещё 88 мастеров). В 1660 или 1664 году составил «смету Архангельскому письму», в 1666 году заведовал работами по реставрации стенописи московского Успенского собора. В 1672 году написал иконы Харитония Исповедника, мученика Кондрата и Спасов образ в хоромы царицы Наталии Кирилловны. В 1673 году тяжело заболел и подал в Оружейную палату прошение, чтобы на его место был назначен сын Тимофей.